# Outzäpsersch
Outzäpsersch (wörtlich „Altzipserisch“) ist ein deutscher Dialekt der Zipser Sachsen, der vor allem noch in Chmeľnica (deutsch Hopgarten) gesprochen wird, dem letzten deutschsprachigen, mehrheitlich von Karpatendeutschen bewohnten Dorf der Slowakei. Im Jahr 2004 sprachen hier von den insgesamt ca. 800 Einwohnern mindestens 680 Menschen diesen Dialekt.